# 觸手正圓鰭魚
觸手正圓鰭魚，為輻鰭魚綱鮋形目杜父魚亞目絨杜父魚科的其中一種，為溫帶海水魚，分布於西北太平洋鄂霍次克海海域，棲息深度12-140公尺，體長可達7.1公分，棲息在底層水域，生活習性不明。